# Otwór zasłoniony

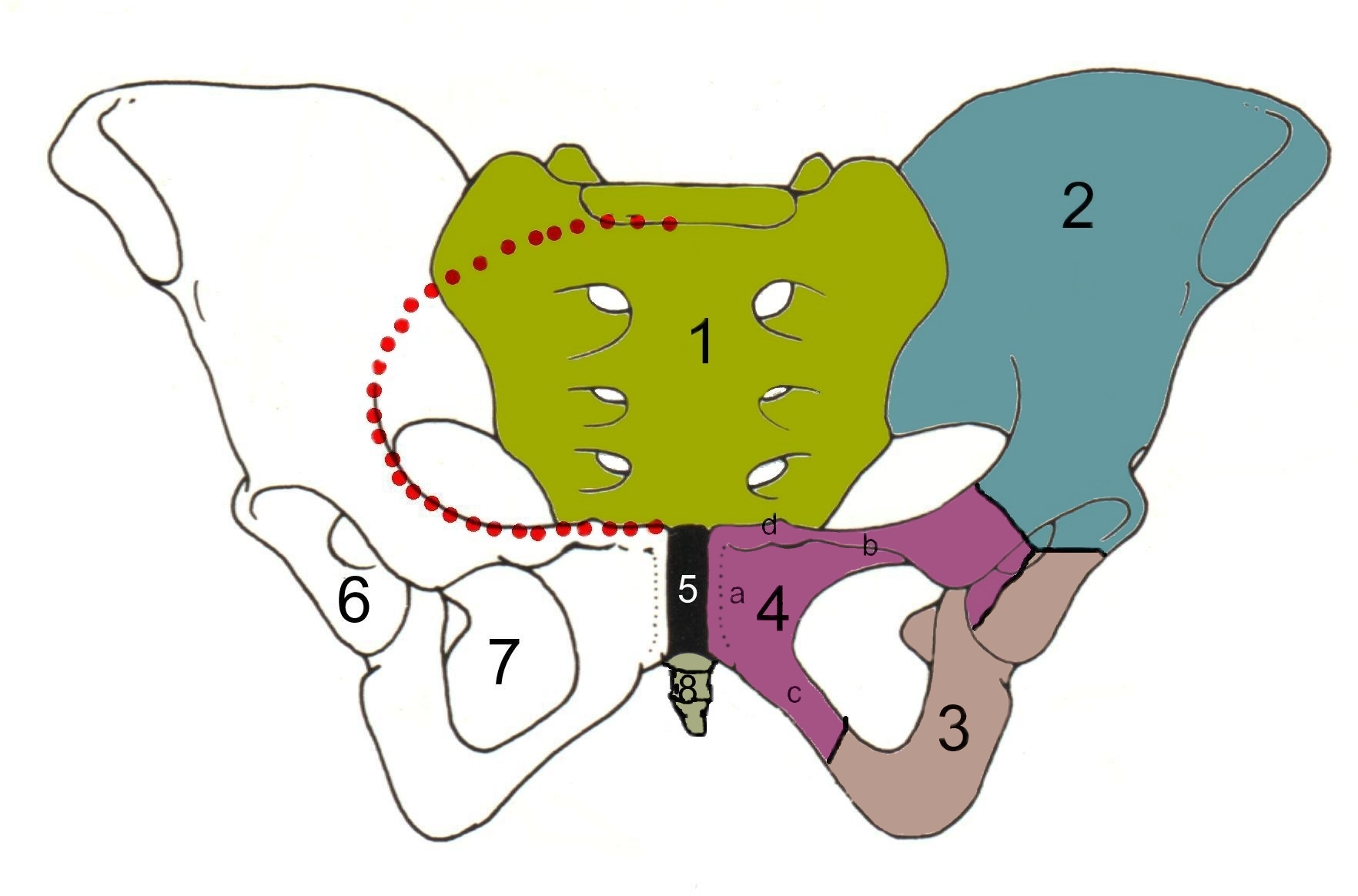
Miednica człowieka. Otwór zasłoniony oznaczono numerem 7, a ograniczające go kości: kulszową – 3 i łonową – 4

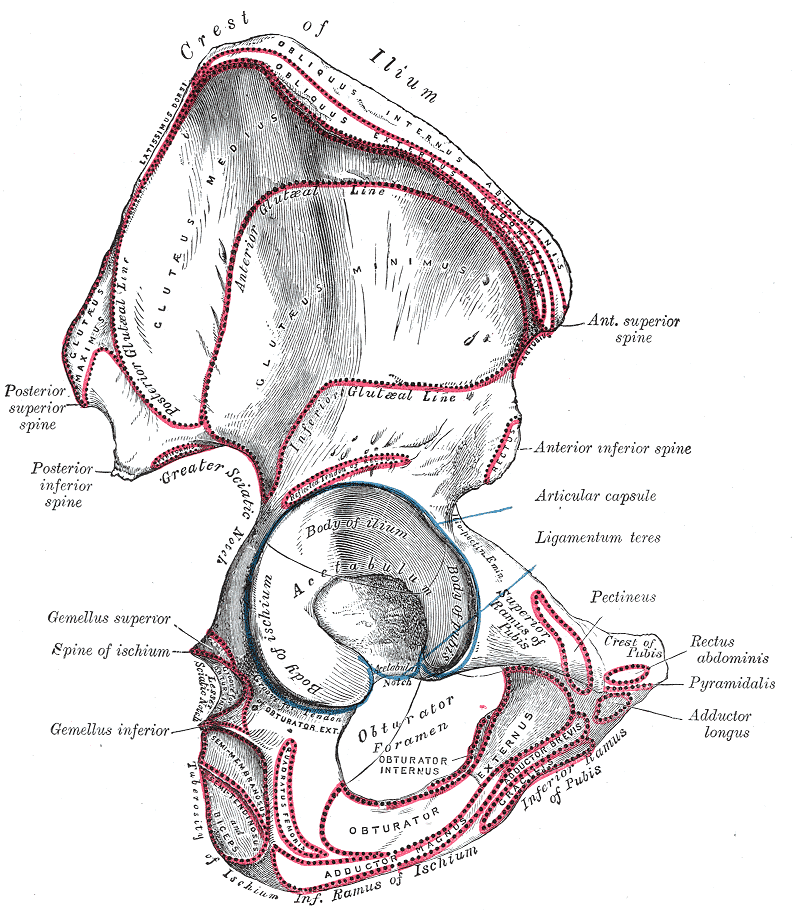
Rycina z Anatomii Graya przedstawiająca prawą kość miedniczną człowieka widzianą z zewnątrz. Zaznaczono przyczepy mięśni, m.in. zasłaniacza zewnętrznego (musculus obturator externus)

Otwór zasłoniony, otwór zasłonowy (foramen obturatum, foramen obturatorium) – duży, parzysty otwór znajdujący się w obrębie kości miednicznej, w jej dolnej części, ograniczany przez kość kulszową i kość łonową.
U człowieka otwór przyjmuje kształt trójkątny lub owalny. Ma ostre brzegi, nie licząc kąta górno-bocznego, w którym znajduje się bruzda zasłonowa (sulcus obturatorius). W tę ostatnią przechodzi powierzchnia dolna gałęzi górnej kości łonowej (ramus superior ossis pubis). Bruzda biegnie następnie w bok, do tyłu i w górę, kończąc się na powierzchni wewnętrznej wspomnianej kości.
Większa część otworu zasłonionego jest zamknięta błoną zasłonową (membrana obturatoria). Powstała ona prawdopodobnie z powięzi mięśni. Przyczepia się ona do brzegów otworu. Jej górne pasma przebiegają od guzka zasłonowego przedniego leżącego na kości łonowej (na jej grzebieniu zasłonowym, crista obturatoria, zaostrzonym ku dołowi brzegu dzielącym powierzchnie dolną i tylną gałęzi górnej kości łonowej) do guzka zasłonowego tylnego na kości kulszowej (na brzegu jej trzonu). W ten sposób przy górno-bocznym brzegu otworu pozostaje wolna, niezamknięta przestrzeń – jest to kanał zasłonowy (canalis obturatorius). Jego ograniczenia stanowią wspomniana już bruzda zasłonowa i górne pasma włókien błony zasłonowej. Przez kanał ten (a więc i przez otwór zasłoniony) przebiegają nerw, tętnica i żyły zasłonowe. Z kolei błona zasłonowa stanowi miejsce przyczepu mięśni: zasłaniacza wewnętrznego i zasłaniacza zewnętrznego.
U innych ssaków otwór zasłoniony może wyglądać inaczej. U ssaków lądowych leży on zwykle przyśrodowo i ogonowo w stosunku do panewki stawu biodrowego (acetabulum). U kopalnego walenia Rodhocetus jego największa średnica liczy sobie 67 mm, najmniejsza zaś 47 mm. U bazylozaura otwór ten jest mniejszy, niż u wcześniejszego ambuloceta, by u dzisiejszego wieloryba grenlandzkiego zniknąć zupełnie.
U dziobaka, podobnie jak u człowieka, do błony zamykającej otwór przyczepia się częściowo masa mięśniowa, choć u tego stekowca nie wyodrębniły się jeszcze poszczególne mięśnie opisywane u ssaków wyższych. W jego przypadku wymienia się przedni obturator intermedius, pośrodkowy obturator externus o przyczepie początkowym poniżej i za otworem zasłonionym, oba odpowiadające zasłaniaczowi zewnętrznemu, a może także mięśniu czworobocznemu uda. Mięsień odpowiadający zasłaniaczowi wewnętrznemu przyczepia się w innym miejscu, nie na wewnętrznej powierzchni kości kulszowej.
Otwór ten występuje też u zwierząt należących do innych gromad kręgowców, w tym u zauropsydów. U jangczuanozaura, teropoda z grupy karnozaurów, zwraca uwagę duży, mierzący 9,2 cm otwór zasłoniony, który od strony brzusznej zamyka bardzo cienka blaszka kostna. U innego przedstawiciela dinozaurów drapieżnych, pierwotnego tyranozauroida guanlonga, leży on w cienkiej blaszce kostnej brzusznie w stosunku do wyrostka kulszowego. U owiraptorozaura Anzu zredukowany jest do wcięcia.